# Дзаппони, Бернардино
Бернардино Дзаппони (итал. Bernardino Zapponi; 4 сентября 1927, Рим, Италия — 11 февраля 2000, там же) — итальянский кинодраматург и писатель-новеллист.

## Биография
Бернардино Дзаппони родился 4 сентября 1927 года в Риме, Италия. Свою литературную карьеру начинал в двух известных итальянских сатирических журналах «Orlando» и «Marc’Aurelio». С начала 1950-х годов написал множество текстов для радиотрансляций RAI, особенно для эстрадных программ. В 1958 году основал журнал «Il Delatore». В 1960-61 годах работал на телевидении.
Первый киносценарий Бернардино Дзаппони написал в 1951 году для фильма Марио Сольдати «Меня губит любовь».
Начиная с 1968 года Дзаппони вместе с Федерико Феллини участвовал в создании сценариев нескольких его фильмов: «Тобби Даммит» (новелла в фильме «Три шага в бреду» (1968), «Сатирикон» (1969), «Клоуны» (1970), «Рим» (1972), «Казанова Федерико Феллини» (1976, номинация на премию «Оскар» в категории за лучший адаптированный сценарий).
Дзаппони писал также сценарии для фильмов Дино Ризи, Мауро Болоньини, Дарио Ардженто, Марио Моничелли и Тинто Брасса.
В честь Дзаппони в 2006 году в Италии была основана «Национальная премия Бернардино Дзаппони», которая присуждается в области кино за создание лучших короткометражных фильмов.

## Избранная фильмография
- 1967 — Ведьмы (фильм, 1967) / Le streghe — автор сценария
- 1968 — Три шага в бреду / Tre Passi Nel Delirio — автор сценария
- 1968 — Каприз по-итальянски / Capriccio all'italiana — автор сценария
- 1969 — Дневник режиссёра / Block-notes di un regista — автор сценария
- 1969 — Сатирикон Феллини  / Fellini — Satyricon — автор сценария
- 1970 — Клоуны (фильм)  / I clowns — автор сценария
- 1971 — Жена священника (фильм, 1971) / La moglie del prete — автор сценария
- 1972 — Рим (фильм, 1972) / Roma — автор сценария
- 1973 — Звёздная пыль (фильм, 1973) / Polvere di stelle — автор сценария
- 1975 — Утка под апельсиновым соусом / L'anatra all'arancia — автор сценария
- 1975 — Кроваво-красное / Profondo Rosso — автор сценария
- 1976 — Потерянная душа / Anima Persa — автор сценария
- 1976 — Казанова Федерико Феллини / Il Casanova di Federico Fellini — автор сценария
- 1977 — Новые чудовища / I nuovi mostri — автор сценария
- 1979 — Пробка — невероятная история / L'ingorgo — автор сценария
- 1980 — Город женщин (фильм) / La Città Delle Donne — автор сценария
- 1981 — Маркиз дель Грилло / Il Marchese del Grillo — автор сценария
- 1981 — Призрак любви / Fantasma d’amore — автор сценария
- 1982 — Бог их создаёт, а потом спаривает / Dio li fa poi li accoppia — автор сценария
- 1985 — Он хуже меня / Lui e' peggio di me — автор сценария
- 1991 — Паприка (фильм) / Paprika — автор сценария
- 1992 — Все леди делают это / Così fan tutte — автор сценария